# Кадуна
Кадуна (на английски: Kaduna) е град в Нигерия. Агломерацията на града има население от около 1 187 398 жители (по изчисления от 2023 г.). Разположен е на едноименната река Кадуна. Кадуна е транспортен и жп възел за региона. Символът на Кадуна е крокодила. Кадуна разполага с две летища.
Въпреки че Peugeot имат завод за сглобяване на автомобили в града, около 20% от населението е безработно.